# جنگ دوم ایتالیا و اتیوپی
حمله ایتالیا به اتیوپی یا جنگ دوم ایتالیا و اتیوپی (به انگلیسی: Second Italo-Ethiopian War) یک جنگ استعماری بود که با حمله سربازان ایتالیای فاشیست به رهبری موسولینی و تحت فرماندهی امیلیو د بونو به امپراتوری اتیوپی (حبشه) به رهبری هایله سلاسی در اکتبر ۱۹۳۵ آغاز شد.
ارتش ایتالیا پیش‌تر در ۱۸۹۶ به اتیوپی حمله برده بودند و با اینکه صاحب زره‌پوش‌های قدرتمند و نیروی هوایی کارآمدی بودند اما فرماندهی مناسبی نداشتند و از ارتش مسلح به تیر و کمان اتیوپی شکست خوردند و مجبور به عقب‌نشینی شدند. این خبر در دنیا صدا کرد، موجب تمسخر ایتالیا شد و به سقوط کریسپی انجامید. اتیوپی با ابتکار بریتانیا و برای جلوگیری از توسعه نفوذ احتمالی ایتالیا در ۱۹۲۵ به عضویت جامعه ملل درآمده بود و از موقعیت باثباتی نیز برخوردار بود.
ایتالیا در مه ۱۹۳۶ به بهانه کشته شدن ۶۰ سرباز ایتالیایی در برخوردهای مرزی اووال بدون اعلان رسمی به اتیوپی حمله کرده، آن را تصرف کرد و فدراسیون شاخ آفریقا را بنیان گذاشت.
این حمله توسط جامعه ملل محکوم شد اما واکنشی به آن اقدام صورت نگرفت و حتی تحریم‌های اقتصادی ایتالیا برداشته شد. این امر در کنار حادثه موکدن (حمله ژاپن به منچوری) بی‌ثمری جامعه ملل برای حفظ امنیت جهانی را به نمایش گذاشت و از عوامل منجر به جنگ جهانی دوم بود.
در طول جنگ حبشه هیتلر بر خلاف فرانسه و بریتانیا نسبت به ایتالیا موضعی دوستانه اتخاذ کرد و تصرف حبشه را در ۲۵ ژوئن ۱۹۳۶ به رسمیت شناخت که این امر موجب نزدیک شدن موسولینی و هیتلر شد.